# Olympische Winterspiele 1980/Teilnehmer (Costa Rica)
| Gelbes Symbol für Goldmedaillen mit stilisierten Olympischen Ringen | Graues Symbol für Silbermedaillen mit stilisierten Olympischen Ringen | Braundes Symbol für Bronzemedaillen mit stilisierten Olympischen Ringen |
| ------------------------------------------------------------------- | --------------------------------------------------------------------- | ----------------------------------------------------------------------- |
| —                                                                   | —                                                                     | —                                                                       |

Costa Rica nahm bei den Olympischen Winterspielen 1980 in Lake Placid erstmals an Winterspielen teil. Einziger Starter war der alpine Skiläufer Arturo Kinch.

## Teilnehmer nach Sportarten

### Ski Alpin
- Arturo Kinch
Abfahrt → 41. (+ 26,74 s)
Riesenslalom → DNF
Slalom → DNF